# MV Faina
MV Faina (în ucraineană Фаїна) este o navă de marfă roll-on/roll-off operată de o companie ucraineană, care naviga sub un pavilion de conveniență Belize, deținută de Waterlux AG, cu sediul în Ciudad de Panamá, și administrată de Tomex Team din Odesa. 
La 25 septembrie 2008, pirații somalezi au furat-o de la portul Mogadishu din apropiere.
Alte țări au trimis nave militare pentru a opri acest act de piraterie.